# Aplastodiscus ehrhardti
Aplastodiscus ehrhardti är en groddjursart som först beskrevs av Müller 1924.  Aplastodiscus ehrhardti ingår i släktet Aplastodiscus och familjen lövgrodor. IUCN kategoriserar arten globalt som livskraftig. Inga underarter finns listade i Catalogue of Life.